# Бодаки
Бода́ки — село в Україні, у Вишнівецькій селищній громаді Кременецького району Тернопільської області.

## Географія

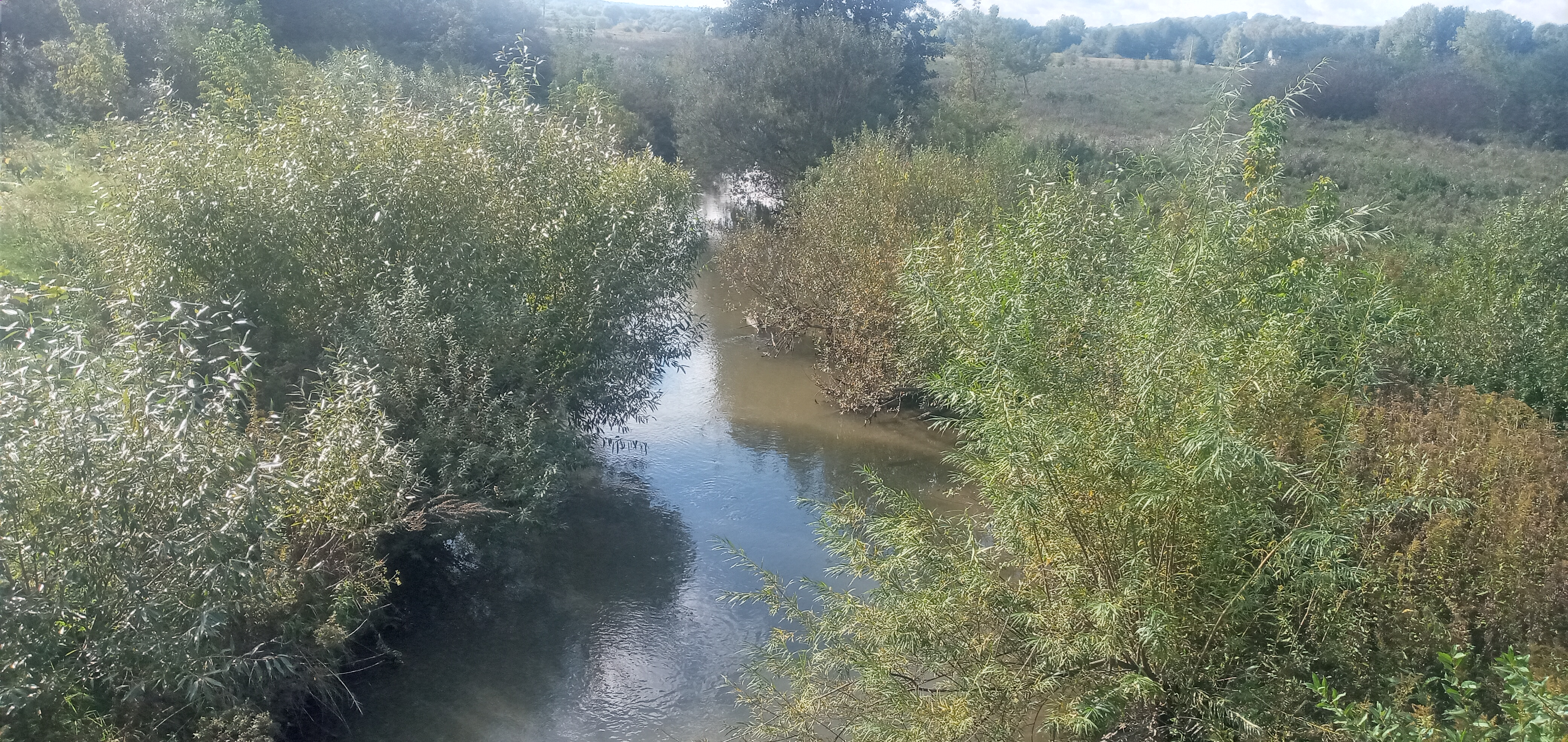
Річка Горинь біля села Бодаки

Розташоване на правому березі р. Горинь (права притока Прип'яті, басейн Дніпра), за 24 км від районного центру і 18 км від найближчої залізничної станції Ланівці. Через село проліг автошлях Вишнівець–Ланівці. Географічні координати: 49° 54’ північної широти і 25° 48’ східної довготи. Територія села — 1,76 км².

### Клімат
| Клімат Бодаків            | Клімат Бодаків | Клімат Бодаків | Клімат Бодаків | Клімат Бодаків | Клімат Бодаків | Клімат Бодаків | Клімат Бодаків | Клімат Бодаків | Клімат Бодаків | Клімат Бодаків | Клімат Бодаків | Клімат Бодаків | Клімат Бодаків |
| Показник                  | Січ.           | Лют.           | Бер.           | Квіт.          | Трав.          | Черв.          | Лип.           | Серп.          | Вер.           | Жовт.          | Лист.          | Груд.          | Рік            |
| Середній максимум, °C     | −1,9           | −0,7           | 4,0            | 12,7           | 19,0           | 22,5           | 23,6           | 22,9           | 18,5           | 12,3           | 5,3            | 0,3            | 11             |
| Середня температура, °C   | −4,9           | −3,8           | 0,3            | 7,8            | 13,6           | 17,2           | 18,3           | 17,5           | 13,4           | 7,9            | 2,5            | −2,3           | 7              |
| Середній мінімум, °C      | −7,9           | −6,9           | −3,3           | 2,9            | 8,2            | 11,9           | 13,1           | 12,1           | 8,4            | 3,6            | −0,2           | −4,8           | 3              |
| Норма опадів, мм          | 32             | 30             | 28             | 44             | 67             | 83             | 90             | 66             | 56             | 37             | 36             | 38             | 607            |
| ------------------------- | -------------- | -------------- | -------------- | -------------- | -------------- | -------------- | -------------- | -------------- | -------------- | -------------- | -------------- | -------------- | -------------- |
| Джерело: climate-data.org |                |                |                |                |                |                |                |                |                |                |                |                |                |

## Адмінустрій
Протягом 1934—1939 років село належало до ґміни Вишневець; нині — у складі Вишнівецької ОТГ.
Село є центром сільської ради.
У зв'язку з переселенням мешканців виведені з облікових даних хутори:
- Кобильоха — розташований за 3 км від нього. У лютому 1952 р. на хуторі — 7 будинків, 25 осіб. Нині є незаселений будинок.
- Зімно — розташований за 1 км від нього. У лютому 1952 р. на хуторі — 4 будинки, 13 жителів. Нині хутір незаселений, є один будинок і 2 напівзруйновані.
- Михайлівка — розташований за 1 км від нього. Назва походить, імовірно, від імені першопоселенця — Михайла. У лютому 1952 р. на хуторі в одному будинку проживало 4 особи.

## Історія
Поблизу Бодаків виявлено залишки поселення доби пізнього палеоліту, досліджено поселення трипільської і давньоруської культур («Замкова Гора»). Дослідження (поселення і крем'яні майстерні трипільської культури) набули міжнародного статусу, знахідки експонували в Болгарії, Іспанії, Франції. За переказами, в урочищі Зімно було давньоруське містечко, яке зруйнували татари.
Трипільське поселення етапів В і С — на високому березі Горині в урочищі Чорна Криниця. Розміри — біля 100 на 10 метрів. Були проведені неодноразові розвідки і розкопки в 1938, 1939 (О. Цинкаловський), 1940 (Ю. М. Макаревич), 1952 (Ю. М. Захарук), 1954 (К. К. Черниш). Ще одне трипільське поселення — на правому березі горині східніше Бодаків, розвідки здійснювали О. Цинкаловський (1938) та М. Тіханова (1950-ті).
Давньоруське городище розміщене на околиці Бодаків і має назву «Замкова гора». Оточене потрійним валом. На його території знайдено уламки посуду та глиняне пряслице.
Перша відома писемна згадка датується 1462 роком. Назва, походить, за переказами від слів — «біда таки» (жителі жили бідно) і від «будяки», що ростуть тут у надлишку; за іншими даними — від першопоселенця Бодака.
1482 належало князю М. Збаразькому, пізніше перейшло до князів Вишневецьких. У 1546 — власність Івана Михайловича Вишневецького, 1583 — Андрія Вишневецького, 1598 — Михайла Вишневецького. На початку 1630-х років село (71 будинок) власність Яреми Вишневецького. Як маєток князя Януша-Антонія Корибута Бодаки згадані в акті 1703 року. У 1850 маєток у Бодаках став власністю княгині Абамелек, потім відповідно — Плятера, Толлі, Кочубея і князя Імеретинського.
Наприкінці XIX ст. в Бодаках — 147 будинків, 1108 жителів.
У Легіоні УСС й УГА воювали: Г. Мукоїда, Т. Савчук, Захар і Федір Собки, О. Цимбровський, І. Яцюк та інші.
У 1931 році в селі проживало 1692 особи, було 286 малих господарств, 27 середніх, 1 промислове підприємство, 3 торгових заклади; працювала однокласна школа.
На 1936 рік село включено до ґміни  Вишневець Кременецького повіту.
До 1939 діяли філії «Просвіти» та інших товариств, а також кооператива і хор.
1 липня 1941 — 6 березня 1944 р. — під нацистською окупацією. У серпні 1943 року вояки УПА захопили німецькі склади у Вишнівці, продукти та одяг роздали мешканцям сіл Бодаки і Лози. Під час німецько-радянської війни в Червоній армії загинули або пропали близько 60 осіб. В ОУН і УПА перебували, загинули, репресовані, симпатики — понад 90 осіб; у т. ч. загинули в 1944 р. у криївці в урочищі «Зімно» (поле між селами Лози і Котюжини Збаразького району): Р. Басюк, С. Бондар, М. Волохатий, А. Онищук, О. Собко, О. Чимирис та інші — 18 червня 1944-го загинуло 44 повстанці. У селі були криївки в садибах К. Собчука, Є. Вознюк, Т. Янусь. У серпні–вересні 1948 р. в селі розклеєні антибільшовицькі та протиколгоспні листівки.
5 травня 1947 року голова сільської ради звернувся до Міністра внутрішніх справ з проханням про переселення мешканців села «в східні області Сибіру на нові оселі…». У 1950 р. в Бодаках заарештували І. Борейка, В. Вознюка, Д. Дишканта, С. Довганюка і Л. Шандрука як членів молодіжної підпільної організації.
У січні 2014 р. в Бодаках відбулася акція (близько 150 осіб) на підтримку затриманого правоохороними органами поета, уродженця села Юхима Дишканта.
12 червня 2020 року, відповідно до Розпорядження Кабінету Міністрів України від  № 724-р «Про визначення адміністративних центрів та затвердження територій територіальних громад Тернопільської області», село увійшло до складу Збаразької міської громади.
19 липня 2020 року, в результаті адміністративно-територіальної реформи та ліквідації Збаразького району, село увійшло до складу новоутвореного Тернопільського району.

## Населення
| Чисельність населення, осіб | Чисельність населення, осіб | Чисельність населення, осіб | Чисельність населення, осіб | Чисельність населення, осіб | Чисельність населення, осіб | Чисельність населення, осіб | Чисельність населення, осіб | Чисельність населення, осіб | Чисельність населення, осіб | Чисельність населення, осіб | Чисельність населення, осіб | Чисельність населення, осіб | Чисельність населення, осіб | Чисельність населення, осіб |
| 1900                        | 1910                        | 1921                        | 1931                        | 1938                        | 1959                        | 1970                        | 1979                        | 1989                        | 2001                        | 2003                        | 2011                        | 2013                        | 2014                        | 2015                        |
| --------------------------- | --------------------------- | --------------------------- | --------------------------- | --------------------------- | --------------------------- | --------------------------- | --------------------------- | --------------------------- | --------------------------- | --------------------------- | --------------------------- | --------------------------- | --------------------------- | --------------------------- |
|                             |                             |                             | 1692                        |                             |                             |                             |                             |                             |                             | 1108                        |                             |                             | 1116                        |                             |

### Мова
Розподіл населення за рідною мовою за даними перепису 2001 року:
| Мова       | Кількість | Відсоток |
| ---------- | --------- | -------- |
| українська | 1129      | 98.34%   |
| російська  | 18        | 1.47%    |
| румунська  | 1         | 0.09%    |
| Усього     | 1148      | 100%     |

## Релігія

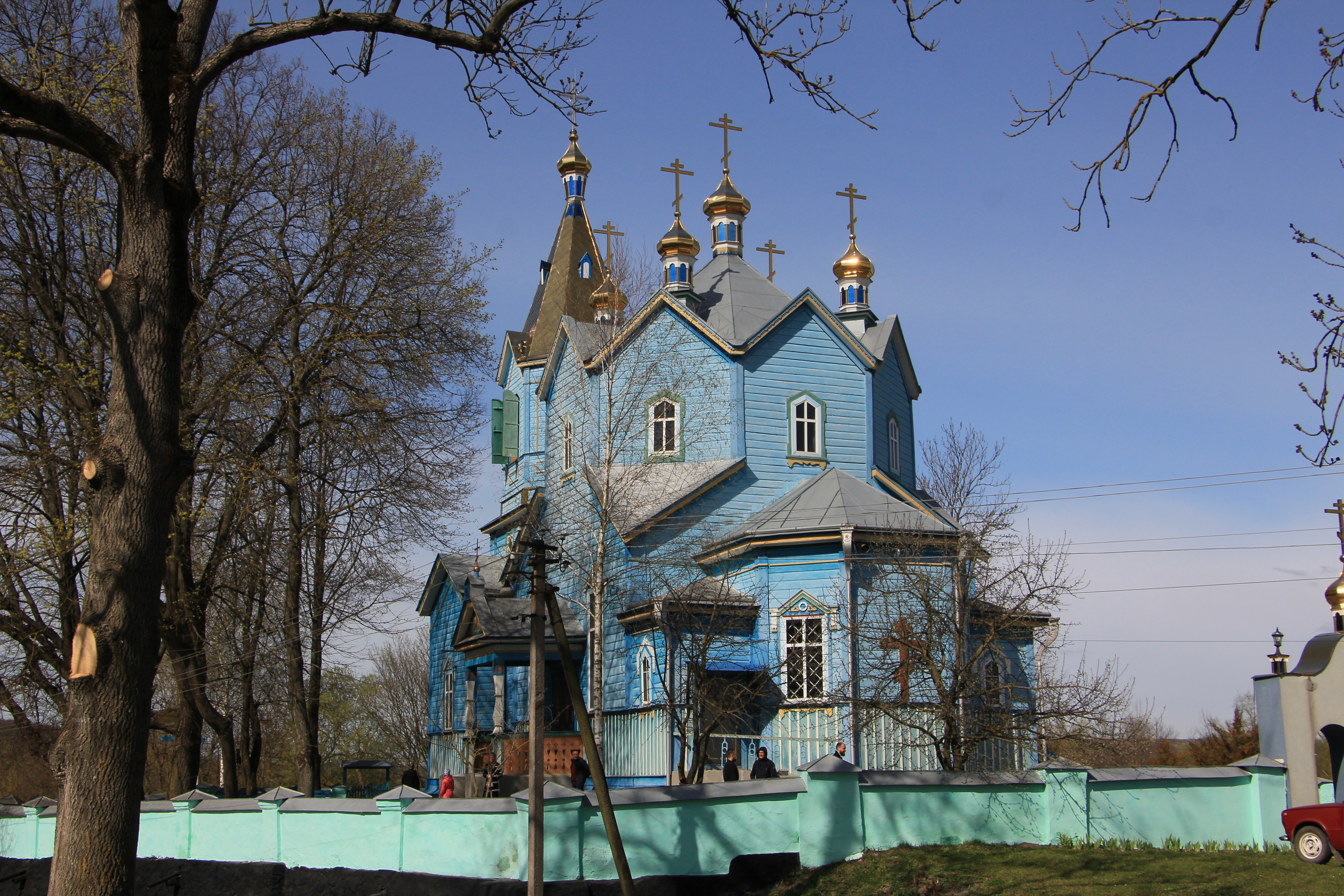
Дерев'яна церква

Є церква святого Миколая (1699—1771 рр., дерев'яна, 1871 р. реконструйована; 1900 р. збудована нова дерев'яна, освятив 25 листопада 1900 р. архієпископ Волинський і Житомирський Модест; на честь цієї події споруджено пам'ятний хрест; наприкінці XIX ст. в місцевій церкві було багато стародруків). На подвір'ї — пам'ятний хрест на честь реконструкції церкви (1900). Є капличка святого Миколая Чудотворця (2004), хрест (відновлений 1988) до 1000-ліття хрещення Русі.
13 березня 2021 року відбулися парафіяльні збори на яких 1/2 громади утвердила рішення про перехід з московського патріархату до Православної Церкви України. 14 березня 2021 року відбулося перше богослужіння українською мовою.

## Пам'ятники
У селі встановлено:

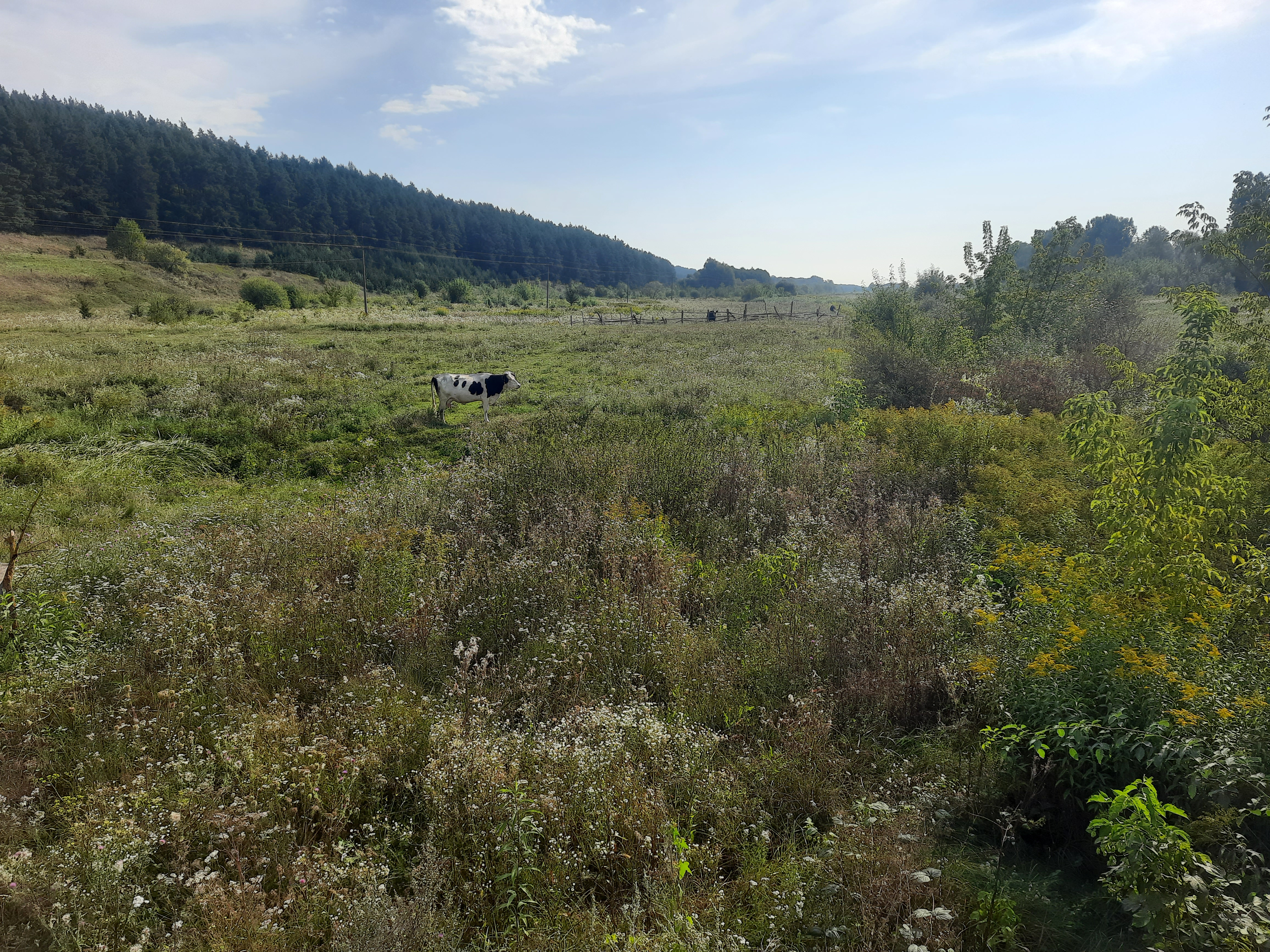
Краєвид біля села

- 2 хрести до 1000-ліття хрещення Русі (1988);
- пам'ятник полеглим у німецько-радянській війні воїнам-односельцям (1967);
- пам'ятний знак на місці загибелі борців ОУН та УПА.

## Шкільництво
Від 1890-х років діяла початкова школа (вчителі – Антон і Ольга Річинські); у 1920-х — польська школа.
За станом на 5 квітня 1939 року в селі була початкова школа (4-класна) з двома вчителями і польською мовою навчання.
Протягом 1950—1961 років діяла семирічна школа, від 1961 — восьмирічна. У 1990 році збудовано нове приміщення школи. Нині діє загальноосвітня школа I—III ступенів.

## Соціальна сфера
```
В селі працює школа, нині ліцей 11 кл.; оснащений сучасний дитячий садок, відкритий у 2019 році; 2 магазини,
 Працює медичний пункт.
```

## Господарство
У 1950 році створено колгосп, 1955 — село радіофіковане, 1967 — електрифіковане, 1990 — прокладено центральний водогін, 2004 — газифіковане.
Нині земельні паї орендує чеська фірма «Агродружество Євішовіце Україна».

## Галерея

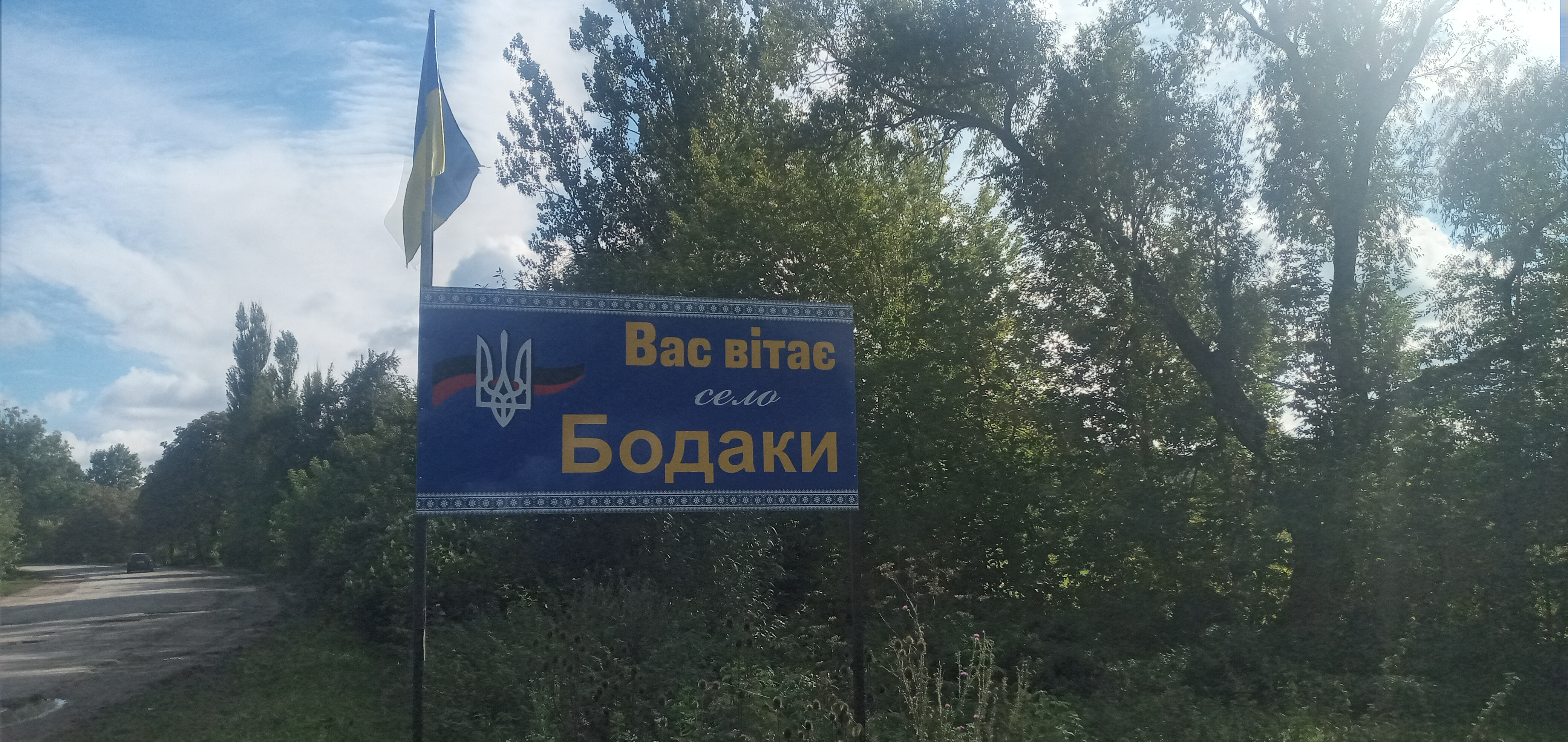
Знак при в'їзді в село Бодаки

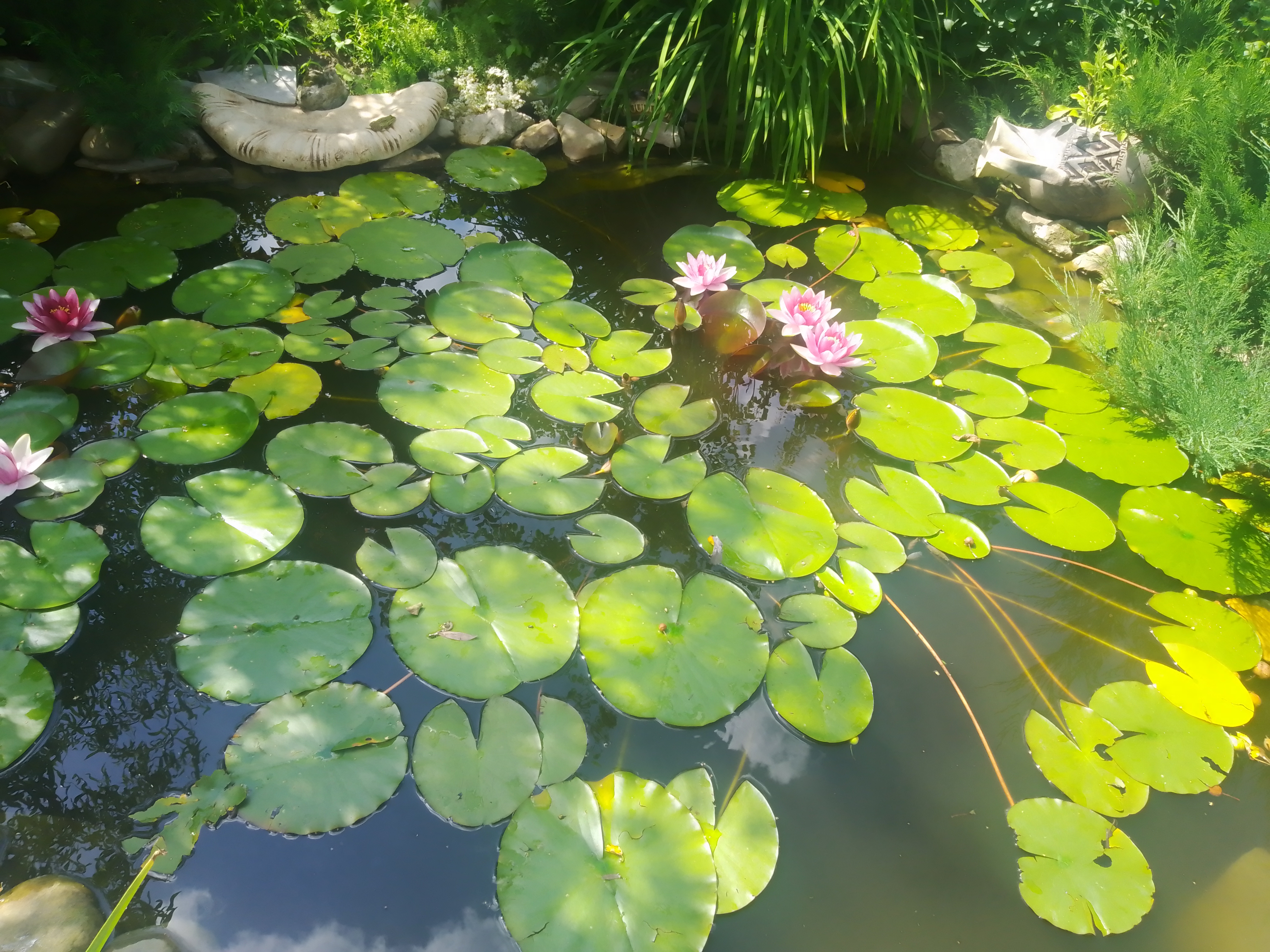
Домашній ставок в Бодаках

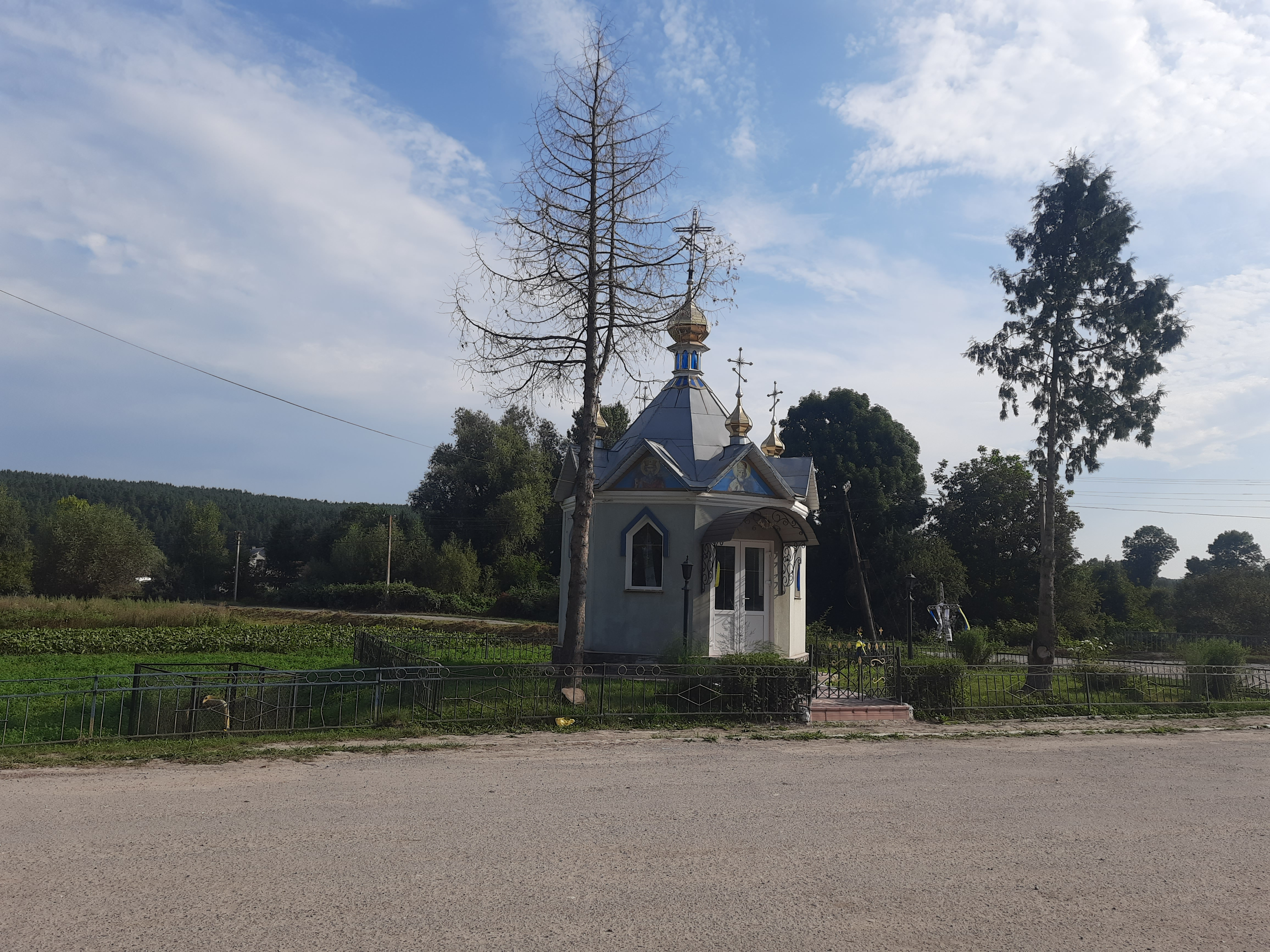
Капличка

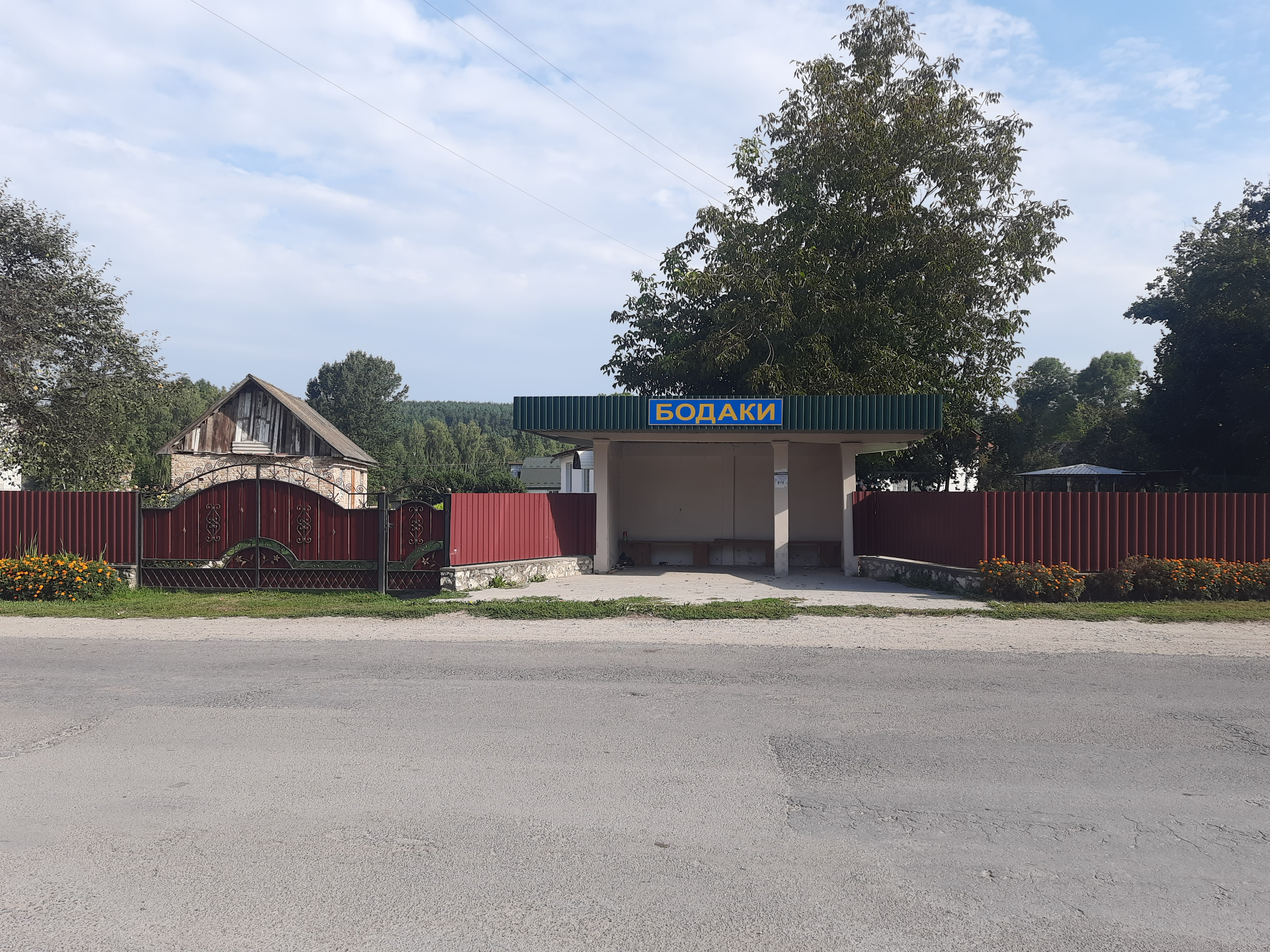
Автобусна зупинка

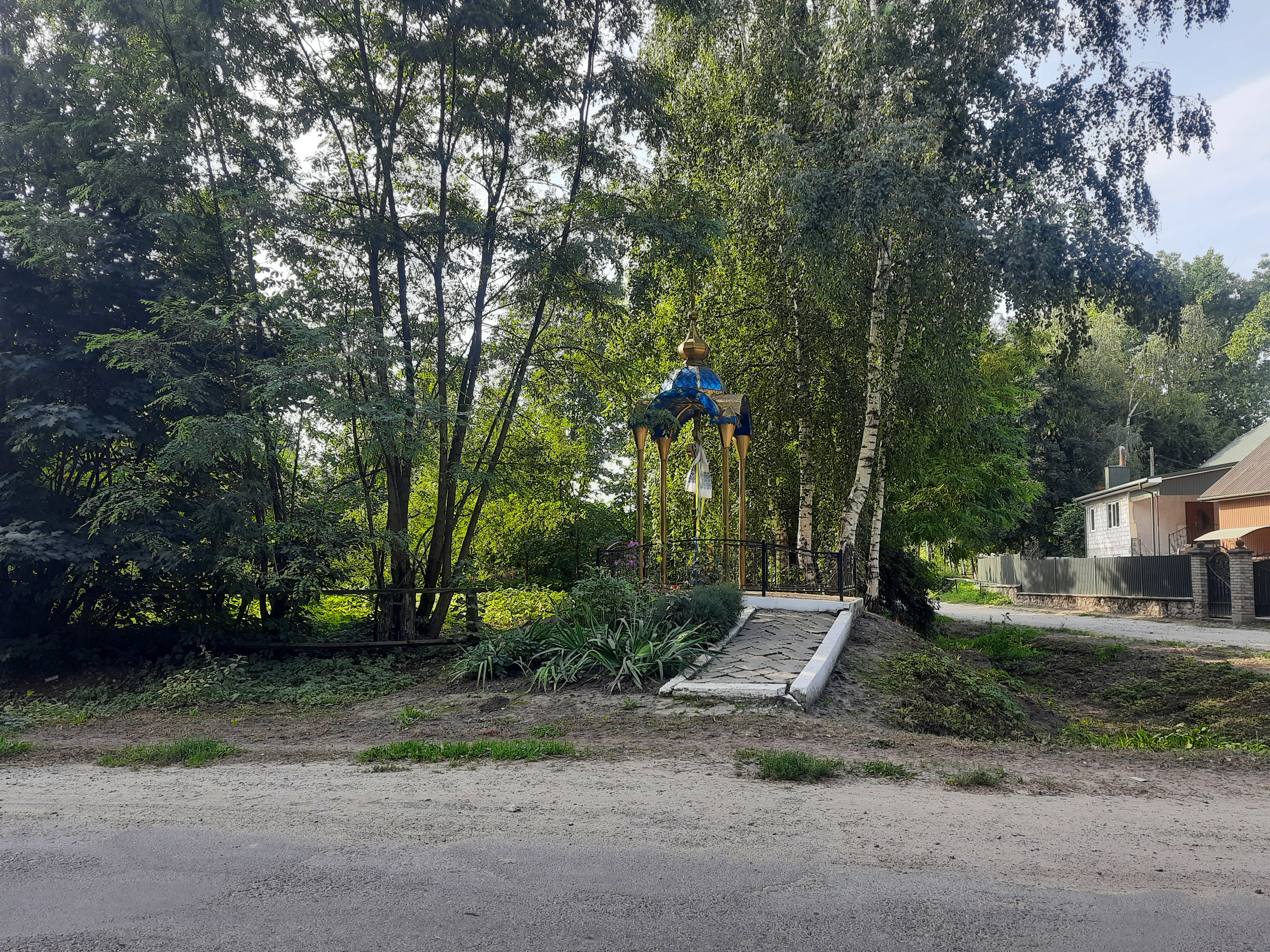
Пам'ятний хрест

## Відомі люди

### Народилися
- поет Юхим Дишкант (нар. 1988),
- командир диверсійної групи УПА Яків Долінський («Борис»; 1922—1946),
- сотник Леґіону УСС Іван Яцюк (1896—1977).

### Перебували
- Олександр Цинкаловський — історик, археолог, етнограф, проводив археологічні дослідження.

Також у селі Бодаки в урочищі Зімно 29 червня 2019 року панахиду за загиблими воїна УПА відслужив Блаженніший митрополит Київський і всієї України Епіфаній, предстоятель Помісної Православної Церкви України.

### Поховані
- Магльона Володимир Петрович (1990—2015) — солдат ЗСУ, учасник російсько-української війни.